# Jean-Baptiste Claes (politicus)
Jean-Baptiste Claes (Sint-Katherina-Lombeek, 13 juni 1788 - Sint-Joost-ten-Node, 15 september 1843) was advocaat in Antwerpen.
Claes woonde aan de Prinsstraat nr. 2. Hij behoorde tot de welstellende burgers van de stad. Samen met de koopmannen Nicolas De Cock en Philippus De Gorter had hij een vennootschap opgericht die eigenaar was van het grootste deel van het Zoerselbos, dat onder het ancien régime aan de Sint-Bernardusabdij van Hemiksem toebehoorde.

## In het Nationaal Congres
In oktober 1830 werd Claes voor het arrondissement Antwerpen verkozen tot lid van het Nationaal Congres.
Tijdens de bespreking van de nieuwe Grondwet kantte hij zich tegen het artikel dat de Oranje Nassaus voor eeuwig van de Belgische troon bande. Hij onderstreepte dat hij wel geen 'orangist' was, maar dat het niet opportuun was dergelijke stelling in te nemen op een ogenblik dat nog delen van het 'Belgisch' territorium (Maastricht onder meer, maar vooral de Citadel van Antwerpen) door het regeringsleger 'bezet' werden en de herneming van de lam gelegde maritieme bedrijvigheid afhankelijk was van de Nederlandse goede wil. Er zijn dringender zaken aan de orde, zo betoogde hij, dan de Nassaus een hak te zetten.
Ook in het debat over het toekomstige staatshoofd mengde hij zich. Hij toonde duidelijk zijn afkeer voor een Franse kandidaat (sommigen hadden gedacht aan een personele unie, door koning Lodewijk Filips I van Frankrijk ook tot koning der Belgen te kiezen). Anderzijds had een lid de hertog Karel van Oostenrijk-Teschen, een kleinzoon van keizerin Maria Theresia voorgesteld, maar dat vond Claes helemaal niets, want hij had het over de verfoeilijke tijd van haar regering, toen 'de priesters aan de macht waren'. Dat toont natuurlijk wel aan dat Claes tot de antiklerikalen behoorde maar ook dat hij niet echt historische kennis had. Zijn tussenkomst gaf dan ook aanleiding tot minutenlang tumult en protest vanwege de rechterzijde die riep dat het bestuur van Maria Theresia niet 'd'odieuse mémoire' maar 'de glorieuse mémoire' was. 
Claes drong alvast aan om ook in Engeland te gaan zoeken naar een kandidaat en vooral de regering in Londen te vriend te houden. Immers, betoogde hij, om zo mogelijk een deel van de Nederlandse kolonies, Java in de eerste plaats, te kunnen erven (waar de Belgen veel in geïnvesteerd hadden) en om een rechtvaardige verdeling van de rijksschuld te kunnen bedingen was de macht en invloed van de Britse regering nodig.
Toen het op stemmen aankwam, gaf hij zijn stem in de eerste plaats aan hertog August van Leuchtenberg. Toen dit niet doorging en een regent moest worden gekozen, gaf hij zijn stem aan Félix de Merode. In juni stemde hij dan met de meerderheid voor Leopold van Saksen Coburg, maar toch stemde hij tegen de aanvaarding van het Verdrag der XVIII Artikelen.
Na zijn mandaat in het Nationaal Congres te hebben volbracht, trok Claes zich uit de politiek terug en stelde zich voor geen enkel mandaat meer beschikbaar.